# Harrison Williams (Leichtathlet)
Harrison Williams (* 7. März 1996 in Houston, Texas) ist ein US-amerikanischer Leichtathlet, der sich auf den Zehnkampf spezialisiert hat.

## Sportliche Laufbahn
Harrison Williams wuchs in Memphis auf und erste internationale Erfahrungen sammelte er im Jahr 2014, als er bei den Juniorenweltmeisterschaften in Eugene mit 7760 Punkten den sechsten Platz belegte. Im Jahr darauf siegte er mit 8037 Punkten bei den Panamerikanischen Juniorenmeisterschaften in Edmonton und im selben Jahr begann er ein Studium an der Stanford University. 2019 wurde er NCAA-Collegemeister im Hallensiebenkampf und startete im selben Jahr im Zehnkampf bei den Weltmeisterschaften in Doha, bei denen er mit 7892 Punkten auf den 14. Platz gelangte. 2023 belegte er dann bei den Weltmeisterschaften in Budapest mit 8500 Punkten den siebten Platz und im Jahr darauf musste er seinen Mehrkampf bei den Hallenweltmeisterschaften in Glasgow vorzeitig beenden. Im August belegte er bei den Olympischen Sommerspielen in Paris mit 8445 Punkten den siebten Platz. 2025 musste er den Siebenkampf bei den Hallenweltmeisterschaften in Nanjing vorzeitig beenden.
2023 wurde Williams US-amerikanischer Meister im Zehnkampf.

## Persönliche Bestleistungen
- Zehnkampf: 8630 Punkte, 7. Juli 2023 in Eugene
  - Siebenkampf (Halle): 6042 Punkte, 9. März 2019 in Birmingham